# Venetia Stevenson
Venetia Stevenson (* 10. März 1938 in London, England als Joanna Venetia Invicta Stevenson; † 26. September 2022 in Atlanta, Georgia) war eine britisch-amerikanische Schauspielerin und ein Model.

## Leben
Die Tochter der Schauspielerin Anna Lee und des Regisseurs Robert Stevenson wuchs in den USA auf. Sie war außerdem die Halbschwester des Schauspielers Jeffrey Byron. Nach der Scheidung ihrer Eltern 1944 lebte sie bei ihrem Vater. 
Ab Mitte der 1950er-Jahre trat Stevenson als Schauspielerin in Erscheinung und wirkte bis zu ihrem frühen Rückzug aus dem Schauspielgeschäft in rund zwei Dutzend Film- und Fernsehproduktionen mit. In den Filmen Jet Over the Atlantic und Vom Dritten keine Spur trat sie neben ihrer Mutter auf. Eine ihrer bekanntesten Rollen hatte sie 1960 an der Seite von Christopher Lee in dem Horrorfilm Stadt der Toten.
Neben ihrer Schauspielarbeit war Stevenson auch als Fotomodell tätig und wurde von einem Magazin 1957 unter einer Auswahl von 4000 Bewerberinnen zum „fotogensten Mädchen der Welt“ gekürt. Seit 1958 ziert ihr Foto das Label der englischen Biersorte Sweetheart Stout. In dem Film Zurück in die Zukunft II ist ein Bild von Stevenson auf dem Cover des fiktiven Magazins Oh LaLa zu sehen, das in der Handlung eine nicht unwichtige Rolle spielt.
1956 heiratete Stevenson den Schauspieler Russ Tamblyn, die Ehe wurde bereits 1957 geschieden. 1957 machte ein Date von ihr mit Elvis Presley in der Presse die Runde. Sie wurde zudem als „Tarnung“ der homosexuellen Schauspieler Anthony Perkins und Tab Hunter eingesetzt, mit denen sie häufiger abgelichtet wurde, damit keine Gerüchte um die Schauspieler aufkamen. Im Februar 1962 heiratete Venetia den Sänger Don Everly von den Everly Brothers. Das Paar bekam zwei Töchter und einen Sohn. Die Ehe wurde im März 1970 geschieden.
Obwohl sich Stevenson nach der Ehe mit Everly von der Schauspielerei zurückgezogen hatte, blieb sie dem Filmgeschäft treu. Sie korrigierte Drehbücher und wurde Vizepräsidentin der Produktionsfirma Cinema-Group. Stevenson, die drei Kinder hatte, starb im September 2022 im Alter von 84 Jahren an den Folgen der Parkinson-Krankheit.

## Filmografie (Auswahl)
- 1954: Cavalcade of America (Fernsehserie, eine Folge)
- 1957: Playhouse 90 (Fernsehserie, eine Folge)
- 1957: Matinee Theatre (Fernsehserie, eine Folge)
- 1957: Cheyenne (Fernsehserie, eine Folge)
- 1958: Von Panzern überrollt (Darby’s Rangers)
- 1958: Colt .45 (Fernsehserie, eine Folge)
- 1957–1958: Sugarfoot (Fernsehserie, drei Folgen)
- 1958: Violent Road
- 1958: 77 Sunset Strip (Fernsehserie, eine Folge)
- 1958: The Adventures of Ozzie and Harriet (Fernsehserie, eine Folge)
- 1958: Lawman (Fernsehserie, eine Folge)
- 1959: Island of Lost Woman
- 1959: Tag der Gesetzlosen (Day of the Outlaw)
- 1959: Jet Over the Atlantic
- 1959: The Millionaire (Fernsehserie, eine Folge)
- 1959: Gefährliche Geschäfte (The Third Man; Fernsehserie, eine Folge)
- 1960: Vom Dritten keine Spur (The Big Night)
- 1960: Alfred Hitchcock präsentiert (Alfred Hitchcock Presents; Fernsehserie, eine Folge)
- 1960: Sieben Wege ins Verderben (Seven Ways from Sundown)
- 1960: Stadt der Toten (The City of the Dead)
- 1960: Kein Stern geht verloren (Studs Lonigan)
- 1961: The Sergeant Was a Lady